# ウィリアム・ビュイック
ウィリアム・ビュイック（William Buick 、1988年7月22日 - ）はイギリスを拠点に活動する騎手。国籍はデンマーク。出身はノルウェーのオスロ。

## 来歴
父のウォルター・ビュイックはリーディングジョッキーに8度輝いた北欧の名騎手。母のマリア・ビュイックは馬場馬術・障害飛越競技の選手というホースマンの家系に生まれる。
2006年、アンドリュー・ボールディング厩舎所属の見習騎手としてデビュー。9月20日に初勝利を挙げる。2007年・2008年に平地見習騎手部門でレスター賞を受賞。2008年には年間50勝を挙げ、デヴィッド・プロバートと見習騎手リーディングの座を分け合った。
2009年、10月17日にラハリーブ（Lahaleeb）でカナダのE.P.テイラーステークスを勝ち、G1初制覇。
2010年、ジョン・ゴスデン厩舎の主戦騎手となる。8月21日、ドビュッシー（Debussy）でアメリカ合衆国のアーリントンミリオンステークスを勝つと、翌8月22日にはヨーロッパに戻り、ドリームアヘッド（Dream Ahead）でフランスのモルニ賞を制覇。2日連続のG1勝ちを収め、脚光を浴びた。9月11日、アークティックコスモス（Arctic Cosmos）でセントレジャーステークスを勝ち、クラシック初制覇。
2011年、9月10日にマスクトマーヴェル（Masked Marvel）でセントレジャーステークスを勝ち、ゴスデン調教師と共に同レース連覇を達成した。凱旋門賞ウィークエンドの2日目である10月2日には、イリューシヴケイト（Elusive Kate）でマルセルブサック賞を、ドリームアヘッドでフォレ賞を勝ち、1日にG1を2勝した。
2012年11月、第26回ワールドスーパージョッキーズシリーズに招聘され初来日したが、10位に終わった。
2013年、日本中央競馬会（JRA）の短期騎手免許を初取得した。期間は同年1月5日から3月4日まで。身元引受調教師は栗東の池江泰寿、身元引受馬主は吉田勝己。免許発効初日となった1月5日、京都競馬第1競走をサンライズトークで勝ち、JRAでの初勝利を挙げた。2月9日、クイーンカップをウキヨノカゼで勝ち、JRAでの重賞初勝利を挙げた。同年11月16日から同月24日にも短期騎手免許を取得した。この時の身元引受調教師は栗東の安田隆行、身元引受馬主は鈴木隆司。
その後、2013年頃からはドバイのモハメド殿下が率いるゴドルフィンとの繋がりも強くなり、2013年3月にはジェベルハッタ（G1・UAE）をゴドルフィンのサッジャーで優勝。2014年11月にはシルヴェスター・デソウサに替わり、ジェームズ・ドイルとともにゴドルフィンのUAEとイギリスにおける主戦騎手となった。
2014年も11月22日から12月28日までJRAの短期騎手免許を取得した。この時の身元引受調教師は栗東の友道康夫、身元引受馬主は吉田和美。
2018年のダービーステークスをマサーで制し、悲願のダービージョッキーに輝いた。そしてこの勝利は自身が専属契約を結んでいるゴドルフィンにとっても悲願のダービーステークス制覇となった。同年には4年ぶりのJRA短期騎手免許を取得した。期間は同年11月17日から12月17日（その後、本人申請により12月16日付で免許取消）まで、身元引受調教師は美浦の木村哲也、契約馬主は猪熊広次。その初週となるマイルチャンピオンシップをステルヴィオで制し、日本のGI初制覇となった。
2019年もJRA短期騎手免許を取得した。期間は同年11月16日から12月23日まで、身元引受調教師は前回同様に木村哲也、契約馬主はフクキタル。ステイヤーズステークスをモンドインテロで制したが、12月15日の阪神競馬第10競走で進路妨害により同月21日から2020年1月5日まで16日間（開催4日）の騎乗停止処分を受けた。以降はCOVID-19の流行もあり、しばらく来日は途絶えたが、2022・23年と2年連続でイギリスリーディングを獲得している。
2023年、4年ぶりに来日しJRA短期騎手免許を取得した。期間は同年11月16日から12月3日まで、身元引受調教師は前回同様に木村哲也、契約馬主はサンデーレーシング。2023年の短期免許発行の時点でJRAでは336戦42勝（重賞6勝）を挙げている。

## 主な勝ち鞍
- 2009年
  - E.P.テイラーステークス（Lahaleeb）

- 2010年
  - ドバイシーマクラシック（Dar Re Mi）
  - アーリントンミリオンステークス（Debussy）
  - モルニ賞　（Dream Ahead）
  - セントレジャーステークス（Arctic Cosmos）
  - ミドルパークステークス（Dream Ahead）

- 2011年
  - キングジョージ6世&クイーンエリザベスステークス（Nathaniel）
  - スプリントカップ（Dream Ahead）
  - セントレジャーステークス（Masked Marvel）
  - マルセル・ブサック賞（Elusive Kate）
  - フォレ賞（Dream Ahead）

- 2012年
  - ミラノ大賞　（Earl Of Tinsdal）
  - コロネーションステークス（Fallen For You）
  - プリティーポリーステークス（Izzi Top）
  - アイリッシュオークス（Great Heavens）
  - ロートシルト賞（Elusive Kate）
  - ジャン・ロマネ賞（Izzi Top）
  - ナンソープステークス（Ortensia）
  - フォレ賞（Gordon Lord Byron）

- 2013年
  - ジェベルハッタ（Sajjhaa）
  - ファルマスステークス（Elusive Kate）
  - ロートシルト賞（Elusive Kate）
  - ナッソーステークス（Winsili）
  - ヨークシャーオークス（The Fugue）
  - アイリッシュチャンピオンステークス（The Fugue）

- 2014年
  - プリンスオブウェールズステークス（The Fugue）
  - ナッソーステークス（Sultanina）
  - ミドルパークステークス（Charming Thought）

- 2015年
  - ドバイワールドカップ（Prince Bishop）
  - アイリッシュダービー（Jack Hobbs）
  - チェヴァリーパークステークス（Lumiere）

- 2016年
  - ジェベルハッタ（Tryster）
  - エクリプスステークス（Hawkbill）
  - ジャック・ル・マロワ賞（Ribchester）
  - マルセル・ブサック賞（Wuheida）

- 2017年
  - ドバイシーマクラシック（Jack Hobbs）
  - サンタラリ賞（Sobetsu）
  - ロッキンジステークス（Ribchester）
  - クイーンアンステークス（Ribchester)
  - ブリーダーズカップ・フィリー&メアターフ(Wuheida)

- 2018年
  - ドバイシーマクラシック（Hawkbill）
  - 英ダービー（Masar）
  - キングズスタンドステークス（Blue Point）
  - ナッソーステークス（Wild Illusion）
  - ナショナルステークス（Quorto）
  - オペラ賞 （Wild Illusion）
  - ブリーダーズカップ・ジュヴェナイルターフ （Line Of Duty）
  - マイルチャンピオンシップ（ステルヴィオ）
- 2019年
  - アルクォーツスプリント (Blue Point)
  - ドバイシーマクラシック (Old Persian)
  - バーデン大賞（Ghaiyyath）
  - ヴィンセントオブライエンステークス（Pinatubo）
  - デューハーストステークス（Pinatubo）
- 2020年
  - コロネーションカップ（Ghaiyyath）
  - エクリプスステークス（Ghaiyyath）
  - ジャンプラ賞（Pinatubo）
  - インターナショナルステークス（Ghaiyyath）
- 2021年
  - キングジョージ6世&クイーンエリザベスステークス（Adayar）
  - アイリッシュダービー（Hurricane Lane）
  - パリ大賞典（Hurricane Lane）
  - セントレジャーステークス（Hurricane Lane）
  - ヴィンセントオブライエンステークス（Native Trail）
  - フォレ賞（Space Blues）
  - ブリーダーズカップ・ジュヴェナイルターフ（Modern Games）
  - ブリーダーズカップ・マイル（Space Blues）
  - ブリーダーズカップ・ターフ（Yibir）
- 2022年
  - ブリーダーズカップ・ジュヴェナイルターフスプリント（Mischief Magic）
  - ブリーダーズカップ・マイル（Modern Games）